# G. K. Chesterton
Gilbert Keith Chesterton (n. 29 mai 1874, Middlesex, Anglia, Regatul Unit al Marii Britanii și Irlandei – d. 14 iunie 1936, Beaconsfield, Anglia, Regatul Unit) a fost un scriitor, jurnalist și gânditor englez.

## Biografie
Chesterton s-a născut în 1874 în Campden Hill, cartierul londonez Kensington. El a fost fiul unui om de afaceri englez, și a crescut într-o familie de religie protestantă.
Acesta urmează cursurile de la școala „St. Paul”, apoi își continuă studiile la colegiul de artă „Slade School of Art”, obținând diploma de „ilustrator” (grafician). În afară de aceasta, el urmează programul de științe literare de la „University College London”, pe care însă l-a încheiat fără diplomă de absolvire. Între anii 1896 - 1902 a lucrat ca jurnalist, critic de artă și critic literar la editura Redway, and T. Fisher Unwin. 
În anul 1901 se va căsători cu Frances Blogg. Din anul 1902 primește o rubrică în cotidianul săptămânal Daily News, iar în anul 1905 va primi mai multe rubrici în The Illustrated London News, la care va lucra drept corespondent timp de 30 de ani. După propriile lui afirmații, l-au fascinat experimentările oculte pe care le-a făcut împreună cu fratele său, Cecil. Mai târziu devine tot mai religios, ca în anul 1922 să treacă la religia catolică. 

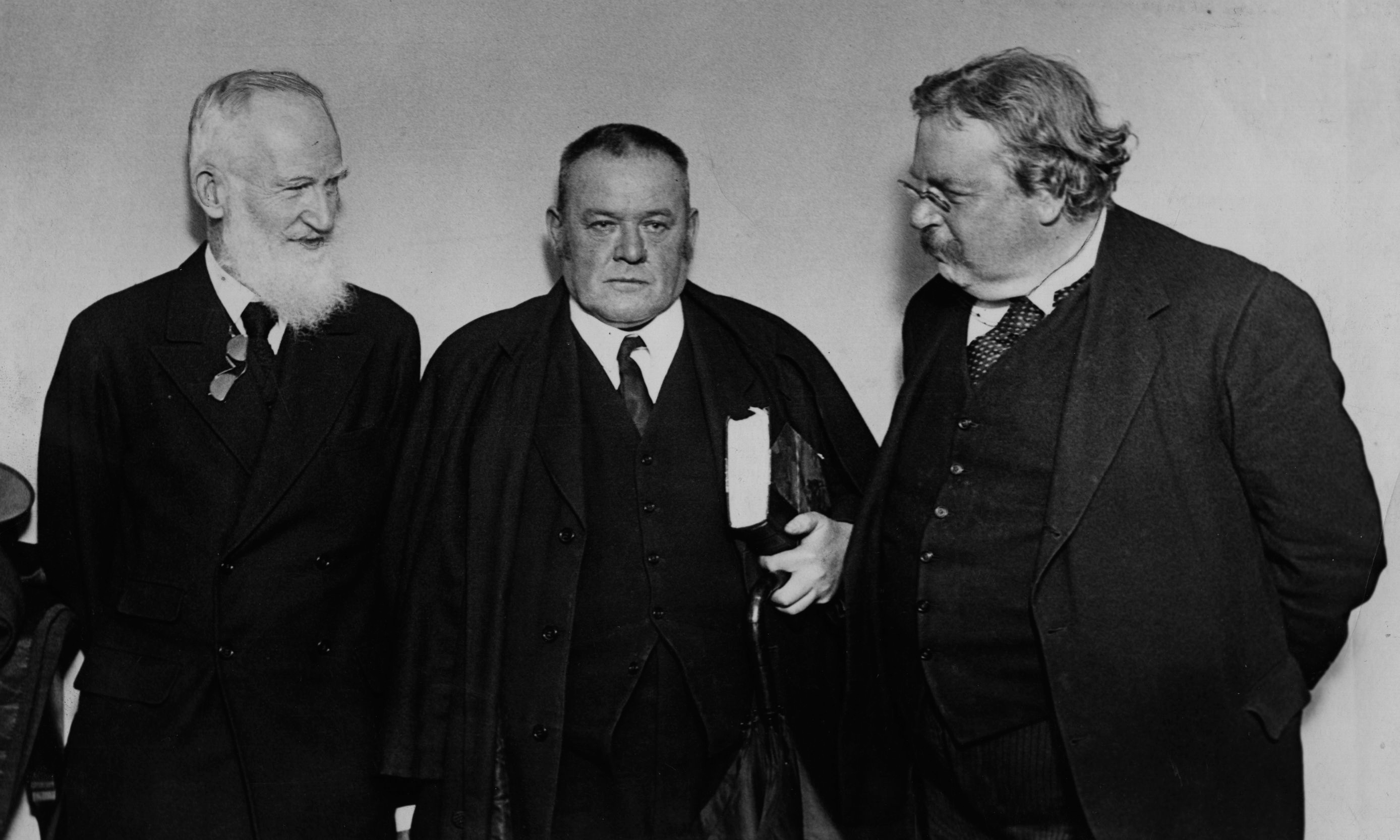
G. B. Shaw, Hilaire Belloc și G.K. Chesterton.

Chesterton avea o statură de 1,93 m înălțime și o greutate de 134 kg, având o burtă remarcabilă. În legătură cu acest aspect, i-ar fi spus prietenului său, George Bernard Shaw: „Dacă te vede cineva, va crede că în Anglia este foamete” - La care Shaw ar fi răspuns: „Și dacă te vede pe tine, atunci va ști că tu ai cauzat-o”). De obicei, pe stradă el purta o manta, o pălărie turtită, avea în mână un baston de promenadă și o țigară în colțul gurii. În mod aproape regulat uita unde voia să ajungă sau pierdea trenul. Se spune că ar fi telegrafiat de câteva ori soției sale „Sunt în Harborough Market. De fapt unde trebuia să fiu?” la care ea răspundea „acasă”.
Lui Chesterton îi făceau plăcere disputele care aveau o nuanță amicală cu persoane ca George Bernard Shaw, H. G. Wells, Bertrand Russell și Clarence Darrow.
Belloc și Chesterton erau antisemiți notorii, ei doreau ca evreilor să le fie retrasă cetățenia britanică și să fie stimulați să emigreze.

## Opere mai importante
- The Napoleon of Notting Hill (1904) text (în română: Napoleon din Notting Hill, Ed. Univers, 1991)
- Heretics (1905) (în română: Ereticii)
- Charles Dickens: A Critical Study (1906) (în română: Charles Dickens, Editura Univers, 1970)
- Omul care era Joi (The Man Who Was Thursday, 1907) text Arhivat în 20 februarie 2008, la Wayback Machine. (în română: Omul care era Joi, Editura Edinter, 1991, traducerea Mirela Ifrim; Editura: Humanitas, 2007, traducerea Cătălin Sturza )
- Orthodoxy (1908) Doubleday, 1991. ISBN 978-0-385-01536-3 (în română: Orthodoxia sau dreapta credință, Editura Paralela 45, 1999 (ed. a II-a, 2002), traducere de Irina Petraș; ISBN 973-593-100-1; Ortodoxia. O filosofie personală, traducere Mirela Adăscăliței, Editura Humanitas, 2008)
- Filozoful canadian Marshall McLuhan a fost considerabil influențat de G.K. Chesterton prin cartea sa What's Wrong with the World, care i-a schimbat perspectiva asupra vieții și religia.
- The Ballad Of The White Horse (1911) poetry
- The Flying Inn (1914), (în română: Hanul zburător, Traducere din limba engleză de Antoaneta Ralian, Editura: Art, 2008; ISBN 978-973-124-193-7)
- Father Brown short stories (detective fiction) (în română: Enigmele părintelui Brown, Editura: Valahia, 1992; Secretul Părintelui Brown, Editura: Litera Internațional, 2004)
- Eugenics and Other Evils (1922) (Eugenia și alte rele)
- The Everlasting Man (1925)
- Saint Thomas Aquinas: "The Dumb Ox", Doubleday, 1974. ISBN 978-0-385-09002-5
- Saint Francis of Assisi, Doubleday, 1987. ISBN 978-0-385-02900-1

## Legături externe
- G. K. Chesterton pe Curlie
- Lucrări de G. K. Chesterton la Proiectul Gutenberg
- Lucrări de G. K. (Gilbert Keith) Chesterton la Faded Page (Canada)
- Opere de sau despre G. K. Chesterton la Internet Archive
- Lucrări de G. K. Chesterton la LibriVox (cărți audio aflate în domeniul public)
- Works by G.K. Chesterton, at HathiTrust
- „Materiale de arhivă referitoare la G. K. Chesterton”. UK National Archives.
- What's Wrong: GKC in Periodicals Articles by G. K. Chesterton in periodicals, with critical annotations.
- The American Chesterton Society, accesat în 28 octombrie 2010.
- G. K. Chesterton: Quotidiana
- G.K. Chesterton research collection at The Marion E. Wade Center at Wheaton College
- G.K. Chesterton Archival Collection Arhivat în 29 octombrie 2015, la Wayback Machine. at the University of St. Michael's College at the University of Toronto